# Merlina Gostiljac
Merlina Gostiljac (in serbo Мерлина Гостиљац?; Subotica, 28 marzo 1974) è un'ex cestista jugoslava.

## Carriera
Con la Jugoslavia ha disputato due edizioni dei Campionati europei (1995, 1997).